# Manilla Road
Manilla Road fue una banda de heavy metal estadounidense. Se formaron en Wichita, Kansas en 1977. 

## Biografía
El guitarrista y vocalista Mark "The Shark" Shelton creó la banda en 1977 junto a Benny Munkirs, Rick Fisher y los hermanos Robert y Scott Park. 
A través de su propio sello discográfico la banda lanzó su primer álbum Invasion, en 1980, disco de corte hard rock, con influencias de grupos de los años 70 y principios de los 80, como Motorhead, Hawkwind, Judas Priest, y la NWOBHM. 
En 1981 grabaron un álbum que sería puesto a la venta en el año 2002, el Mark of the Beast, y en 1982 aparece su segundo disco, Metal, el cual empieza a mostrar detalles del estilo futuro del grupo, menos roquero y más metálico.
En los años siguientes produjeron álbumes como Open the Gates, The Deluge y especialmente Crystal Logic, que definieron el estilo de la banda definitivamente, un heavy metal tradicional con tintes épicos, en sintonía con bandas como Manowar, Helstar o Virgin Steele, con letras normalmente basadas en temáticas mitológicas, históricas y fantásticas. 
Con el nuevo baterista Randy Foxe, la banda adquirió cierta influencia del thrash metal.
Después del The Courts of Chaos de 1990 el grupo se separó. Mark Shelton emprendió un proyecto semi-solista denominado The Circus Maximus, que editó en un álbum homónimo en 1992, aunque está considerado como parte de la discografía oficial de Manilla Road por insistencia de la compañía discográfica, y fue editado bajo el nombre de Manilla Road.
Después de casi una década de estar separados Mark Shelton volvió a reunir la banda en el año 2001. Aquel año salió el álbum conceptual Atlantis Rising.
El grupo siguió girando, con gran aceptación en el circuito de heavy metal underground, especialmente en Europa. Hasta que en Alemania después del headbangers open Air Mark Shelton falleciera de un infarto al corazón

## Discografía
- Invasion - 1980
- Metal - 1982
- Crystal Logic - 1983
- Open the Gates - 1985
- The Deluge - 1986
- Mystification - 1987
- Roadkill - 1988 (en vivo)
- Out of the Abyss - 1988
- The Courts of Chaos - 1990
- The Circus Maximus - 1992 (proyecto solista de Mark Shelton)
- Atlantis Rising - 2001
- Mark of the Beast - 2002 (grabado en 1981)
- Spiral Castle - 2002
- Gates of Fire - 2005
- Voyager - 2008
- After Midnight Live - 2009 (en vivo)
- Playground of the Damned - 2011
- Mysterium - 2013
- The Blessed Curse - 2015
- Dreams of Eschaton - 2016 (grabado en 1979 & 1981)
- To Kill a King - 2017